# Nahr-e Gholām Veys
Nahr-e Gholām Veys (persiska: نهر غلام ویس) är en ort i Iran.   Den ligger i provinsen Ilam, i den västra delen av landet, 500 km väster om huvudstaden Teheran. Nahr-e Gholām Veys ligger 1 118 meter över havet och antalet invånare är 340.
Terrängen runt Nahr-e Gholām Veys är huvudsakligen kuperad, men söderut är den bergig. Nahr-e Gholām Veys ligger nere i en dal. Runt Nahr-e Gholām Veys är det ganska glesbefolkat, med 47 invånare per kvadratkilometer. Närmaste större samhälle är Eyvān, 6,5 km sydost om Nahr-e Gholām Veys. Omgivningarna runt Nahr-e Gholām Veys är i huvudsak ett öppet busklandskap.